# John Wright (Pianist)
John Albert Wright (* 7. September 1934 in Louisville; † 15. Dezember 2017) war ein US-amerikanischer Jazzpianist, der in Chicago vor allem in den 1960er-Jahren Erfolge feierte.

## Leben und Wirken
John Wrights Familie zog 1936 nach Chicago; sein Vater arbeitete auf dem Viehmarkt und seine Mutter war evangelistische Predigerin, die eine Kirche gründete. In den frühen 1940er-Jahren zog die Familie an die South Side Chicagos; mit drei Jahren begann er Piano, mit acht Jahren Orgel in der Kirche seiner Mutter zu spielen. Mit 12 Jahren begleitete er einen Jugendchor und wurde bald darauf Kirchenmusiker. Mit 15 Jahren entdeckte er den Jazz in einem nahen Lokal namens Smitty's Corner. Dort erhielt er bald Gelegenheit als Pausenpianist aufzutreten. In den frühen 1950er-Jahren lernte er Jodie Christian kennen, einen Klassenkameraden an der Wendell Phillips High School, und hielt mit ihm Jamsessions ab. Er meldete sich dann als Freiwilliger für den Militärdienst im Koreakrieg; nach seiner Entlassung aus der Armee spielte er in Europa in Soldatenclubs, u. a. auch mit Marshall Allen, Billy Mitchell, Frank Hooks und Tom McIntosh.
Nach seiner Rückkehr nach Chicago im Jahr 1955 trat Wright in der dortigen Jazzszene in Clubs wie der C&C Lounge, dem Grand Ballroom und McKie's Disc Jockey Show Lounge auf; schließlich erhielt er ein Engagement im Randolph Rendezvous mit Jelly Holt's Four Whims. 1960 bekam er die Möglichkeit, für das New Yorker Jazzlabel Prestige Records in Rudy Van Gelder Studio in Englewood Cliffs aufzunehmen. Bei der Session am 30. August 1960 wirkten der Bassist Wendell Roberts und der Schlagzeuger Walter McCants mit. Der LP South Side Soul folgten bis 1962 fünf weitere Soul-Jazz-Produktionen, Nice 'N' Tasty (1960, mit J. C. Heard), Makin' Out (1961, mit Eddie Williams, Wendell Marshall und Roy Brooks), The Last Amen (New Jazz Records, 1961 mit Eugene Taylor und Walter McCants) und im April 1962 noch Mr. Soul, mit Wendell Marshall und Walter Perkins.
Auf Grund von Alkohol-Problemen verlor Wright jedoch den Plattenvertrag mit Prestige und die Tournee-Zusagen; er hatte aber Gelegenheit zu Auftritten in der Begleitband des Sängers Oscar Lindsay. Ab Mitte der 1980er-Jahre arbeitete er im Hauptberuf als Bibliothekar im Cook County Prison; er trat daneben mit Lindsay bis 2009 im Philander's Restaurant in Oak Park auf. 1994 nahm er ein letztes Album (Changes & Choices) mit Jazzstandards wie „Blue Monk“, „Fly Me to the Moon“, „Summertime“, „My Funny Valentine“, und „Watermelon Man“ auf. Im Bereich des Jazz war er zwischen 1960 und 1994 an acht Aufnahmesessions beteiligt.